# Lee Jae-yeong
Lee Jae-yeong (in coreano 이재영; Jeonju, 15 ottobre 1996) è una pallavolista sudcoreana.
Gioca nel ruolo di schiacciatrice nelle Pink Spiders.

## Carriera
La carriera di Lee Jae-yeong inizia nei tornei scolastici sudcoreani, giocando per la Sunmyung Girls' High School; in questo periodo fa parte della nazionale sudcoreana under 19, vincendo la medaglia di bronzo al campionato asiatico e oceaniano under 19 2014, dove viene premiata come miglior schiacciatrice, debuttando anche in nazionale maggiore in occasione del campionato asiatico e oceaniano 2013, dove vince un'altra medaglia di bronzo, mentre un anno dopo si aggiudica l'argento alla Coppa asiatica e quella d'oro ai XVII Giochi asiatici.
Nella stagione 2014-15 debutta in V-League, selezionata come prima scelta al primo turno del draft dalle Pink Spiders, ricevendo un premio di MVP e quello di miglior esordiente; con la nazionale vince la medaglia d'argento al campionato asiatico e oceaniano 2015. Nella stagione seguente vince un altro premio come miglior giocatrice e quello di miglior schiacciatrice, mentre con la nazionale partecipa ai Giochi della XXXI Olimpiade di Rio de Janeiro. Nel campionato 2016-17 raggiunge le finali scudetto, vincendo altri due premi come miglior giocatrice e quello di miglior schiacciatrice. Nel 2019, con la nazionale, conquista la medaglia di bronzo al campionato asiatico e oceaniano.

## Vita privata
Proviene da una famiglia di sportivi: è figlia dell'ex martellista Lee Ju-hyung e dell'ex pallavolista Kim Kyung-Hee, mentre sua sorella gemella Lee Da-yeong è anch'ella una pallavolista professionista.

## Palmarès

### Nazionale (competizioni minori)
- Campionato asiatico e oceaniano under 19 2014
- Coppa asiatica 2014
- Giochi asiatici 2014
- Giochi asiatici 2018

### Premi individuali
- 2014 - Campionato asiatico e oceaniano under 19: Miglior schiacciatrice
- 2015 - V-League: MVP 6º round
- 2015 - V-League: Miglior esordiente
- 2016 - V-League: MVP 1º round
- 2016 - V-League: Miglior schiacciatrice
- 2017 - V-League: MVP della Regular Season
- 2017 - V-League: MVP 2º round
- 2017 - V-League: Miglior schiacciatrice
- 2018 - V-League: Miglior schiacciatrice
- 2019 - V-League: MVP della Regular Season
- 2019 - V-League: MVP delle finali play-off
- 2019 - V-League: MVP dell'All-Star Game
- 2019 - V-League: MVP 3º round
- 2019 - V-League: MVP 6º round
- 2019 - V-League: Miglior schiacciatrice